# Nomi arabi dei mesi gregoriani
I nomi arabi dei mesi del calendario gregoriano sono solitamente pronunce arabe fonetiche dei nomi dei mesi corrispondenti utilizzati nelle lingue europee. Un'eccezione è il calendario siriaco utilizzato in Iraq e nel Levante, i cui nomi dei mesi sono ereditati tramite l'arabo classico dai calendari lunisolari babilonese ed ebraico e corrispondono all'incirca allo stesso periodo dell'anno.
Sebbene il calendario lunare Hijri e il calendario solare Hijri siano importanti in Medio Oriente, il calendario gregoriano è, ed è stato utilizzato in quasi tutti i paesi del mondo arabo, in molti luoghi molto prima dell'occupazione europea di alcuni di essi. Tutti gli Stati arabi usano il calendario gregoriano per scopi civili. I nomi dei mesi gregoriani usati in Egitto, Sudan e Yemen sono ampiamente considerati come standard in tutto il mondo arabo,  sebbene i loro nomi arabi classici siano spesso usati insieme a essi. In altri paesi arabi, si osservano alcune modifiche o cambiamenti effettivi nella denominazione o nella pronuncia dei mesi.

## Iraq e Levante
Questi nomi sono usati principalmente in Iraq, Siria, Giordania, Libano e Palestina. L'arabo classico ha ereditato i nomi dai calendari babilonese ed ebraico, che sono lunisolari. Sebbene i nomi arabi siano affini, non si riferiscono ai mesi lunari, come quando i nomi sono usati nel loro contesto originale babilonese o ebraico. Nove di questi nomi sono stati utilizzati nel calendario turco ottomano, di cui cinque rimangono in uso nel moderno calendario turco.
| Num. | Mese      | Nome arabo   | Traslitterazione  | Nome siriaco |
| ---- | --------- | ------------ | ----------------- | ------------ |
| 1    | gennaio   | كَانُون ٱلثَّانِي‎ | Kānūn ath-Thānī   | ܟܢܘܢ ܒ‎       |
| 2    | febbraio  | شُبَاط‎         | Shubāṭ            | ܫܒܛ‎          |
| 3    | marzo     | آذَار‎         | ʾĀḏār             | ܐܕܪ‎          |
| 4    | aprile    | نَيْسَان‎        | Naysān            | ܢܝܣܢ‎         |
| 5    | Maggio    | أَيَّار‎         | ʾAyyār            | ܐܝܪ‎          |
| 6    | giugno    | حَزِيرَان‎       | Ḥazīrān           | ܚܙܝܪܢ‎        |
| 7    | luglio    | تَمُّوز‎         | Tammūz            | ܬܡܘܙ‎         |
| 8    | agosto    | آب‎           | ʾĀb               | ܐܒ‎           |
| 9    | settembre | أَيْلُول‎        | ʾAylūl            | ܐܝܠܘܠ‎        |
| 10   | ottobre   | تِشْرِين ٱلْأَوَّل‎  | Tishrīn al-ʾAwwal | ܬܫܪܝܢ ܐ‎      |
| 11   | novembre  | تِشْرِين ٱلثَّانِي‎ | Tishrīn ath-Thānī | ܬܫܪܝܢ ܒ‎      |
| 12   | dicembre  | كَانُون ٱلْأَوَّل‎  | Kānūn al-ʾAwwal   | ܟܢܘܢ ܐ‎       |

## Egitto, Sudan e Arabia Orientale
I nomi dei mesi gregoriani in Egitto, Sudan e Arabia orientale si basano sugli antichi nomi latini.
| Num. | Mese      | Nome arabo    | Traslitterazione | Nome latino |
| ---- | --------- | ------------- | ---------------- | ----------- |
| 1    | gennaio   | يناير‎         | Yanāyir          | Ianuarius   |
| 2    | febbraio  | فبراير‎        | Fibrāyir         | Februarius  |
| 3    | marzo     | مارس‎          | Mārs             | Martius     |
| 4    | aprile    | أبريل / إبريل‎ | ʾAbrīl / ʾIbrīl  | Aprilis     |
| 5    | Maggio    | مايو‎          | Māyū             | Maius       |
| 6    | giugno    | يونيو / يونية‎ | Yūnyū / Yūnyah   | Iunius      |
| 7    | luglio    | يوليو / يولية‎ | Yūlyū / Yūlyah   | Iulius      |
| 8    | agosto    | أغسطس‎         | ʾAghusṭus        | Augustus    |
| 9    | settembre | سبتمبر‎        | Sibtambar        | September   |
| 10   | ottobre   | أكتوبر‎        | ʾUktūbar         | October     |
| 11   | novembre  | نوفمبر‎        | Nūfambar         | November    |
| 12   | dicembre  | ديسمبر‎        | Dīsambar         | December    |

## La Libia di Gheddafi (1969-2011)
I nomi dei mesi utilizzati nella Gran Giamahiria Araba Libica Popolare Socialista (1977-2011) derivano da varie fonti e sono stati assemblati dopo la presa del potere di Muammar Gheddafi nel 1969 e aboliti nel 2011 dopo la prima guerra civile in Libia. La decisione di cambiare i nomi dei calendari è stata adottata nel giugno 1986. Sebbene il calendario libico seguisse la stessa sequenza di mesi gregoriani ribattezzati, contava gli anni dalla morte del profeta Maometto. Questa stima era quindi di dieci anni indietro rispetto al calendario solare Hijri utilizzato in Iran e Afghanistan.
| Num. | Mese      | Nome arabo                 | Traslitterazione      | Significato            |
| ---- | --------- | -------------------------- | --------------------- | ---------------------- |
| 1    | gennaio   | أي النار‎                   | Ayy an-Nār            | quello dei fuochi      |
| 2    | febbraio  | النوار‎                     | an-Nuwwār             | le mattine             |
| 3    | marzo     | الربيع‎                     | ar-Rabīʿ              | la primavera           |
| 3    | marzo     | al-Mirrij anche utilizzato |                       |                        |
| 4    | aprile    | الطير‎                      | aṭ-Ṭayr               | l'uccello              |
| 5    | Maggio    | الماء‎                      | al-Māʾ                | l'acqua                |
| 6    | giugno    | الصيف‎                      | aṣ-Ṣayf               | l'estate               |
| 7    | luglio    | ناصر‎                       | Nāṣir                 | di Gamal Abd el-Nasser |
| 8    | agosto    | هانيبال‎                    | Hānībāl               | di Annibale Barca      |
| 9    | settembre | الفاتح‎                     | al-Fātiḥ              | l'alleggerito          |
| 10   | ottobre   | التمور / الثمور‎            | at-Tumūr / ath-Thumūr | gli appuntamenti       |
| 11   | novembre  | الحرث‎                      | al-Ḥarth              | la lavorazione         |
| 12   | dicembre  | الكانون‎                    | al-Kānūn              | il canone              |

## Algeria e Tunisia
I nomi dei mesi gregoriani in Algeria e Tunisia, si basano sui nomi francesi dei mesi, che riflettono la Francia lungo la colonizzazione di questi paesi (1830-1962 in Algeria, 1881-1956 in Tunisia).
| Num. | Mese      | Nome arabo | Traslitterazione | Nome francese |
| ---- | --------- | ---------- | ---------------- | ------------- |
| 1    | gennaio   | جانفي‎      | Jānvī            | Janvier       |
| 2    | febbraio  | فيفري‎      | Fīvrī            | Février       |
| 3    | marzo     | مارس‎       | Mārs / Māris     | Mars          |
| 4    | aprile    | أفريل‎      | Avrīl            | Avril         |
| 5    | Maggio    | ماي‎        | Māy              | Mai           |
| 6    | giugno    | جوان‎       | Juwān            | Juin          |
| 7    | luglio    | جويلية‎     | Juwīliyya        | Juillet       |
| 8    | agosto    | أوت‎        | Ūt               | Août          |
| 9    | settembre | سبتمبر‎     | Sibtambir        | Septembre     |
| 10   | ottobre   | أكتوبر‎     | Uktūbir          | Octobre       |
| 11   | novembre  | نوفمبر‎     | Nūvambir         | Novembre      |
| 12   | dicembre  | ديسمبر‎     | Dīsambir         | Décembre      |

## Marocco
Poiché il Marocco è stato a lungo parte dell'Impero romano, il calendario agricolo berbero di lunga data del paese conserva il calendario giuliano e (in forma modificata) i nomi dei suoi mesi. Esistono variazioni regionali del calendario berbero, poiché alcune comunità non riconoscevano il 29 febbraio giuliano negli anni del secolo in cui il calendario gregoriano non aveva una data equivalente. Quando il Marocco ha adottato il calendario gregoriano per scopi civili, i nomi dei mesi sono stati presi da questa tradizione locale.
| Num. | Mese      | Nome arabo | Traslitterazione |
| ---- | --------- | ---------- | ---------------- |
| 1    | gennaio   | يَنايِر‎      | Yannāyir         |
| 2    | febbraio  | فِبرايِر‎     | Fibrāyir         |
| 3    | marzo     | مارس‎       | Mārs             |
| 4    | aprile    | أبريل‎      | ʾIbrīl           |
| 5    | Maggio    | ماي‎        | Māy              |
| 6    | giugno    | يونيّو‎      | Yūniyū           |
| 7    | luglio    | يوليّوز‎     | Yūliyūz          |
| 8    | agosto    | غُشت‎        | Ghusht           |
| 9    | settembre | شُتَنبِر‎      | Shutanbir        |
| 10   | ottobre   | أُكتوبِر‎     | ʾUktūbir         |
| 11   | novembre  | نُوَنبِر‎      | Nuwanbir         |
| 12   | dicembre  | دُجَنبِر‎      | Dujanbir         |